# Хикман, Уильям
Уильям Эдвард Хикман (1 февраля 1908 года — 19 октября 1928 года) — американский преступник, похитивший и убивший 12-летнюю девочку Мэрион Паркер. «The Los Angeles Times» называла преступление Хикмана «самое ужасное преступление 1920-х годов».

## Биография
Проживавший в Лос Анджелесе Хикман был приятным, вызывающим доверие молодым человеком, мечтавшим учиться в колледже. При этом к 19 годам он успел отсидеть за подделку чеков.  Кроме того, он грабил автозаправки и аптеки — насчитывается около 20 таких эпизодов. Одно из ограблений закончилось убийством продавца.
В 1927 году Хикман похитил 12-летнюю девочку по имени Мэрион Паркер с целью выкупа в размере $ 1500 в золотых сертификатах.  Отец Мэрион, сотрудник банка, где Хикман одно время работал посыльным, передал требуемую сумму, но взамен  получил лишь расчленённое тело дочери.
Преступление вызвало огромный резонанс. За поимку Хикмана было назначено вознаграждение в размере $ 100000, тысячи полицейских были брошены на поиски. Вскоре он был арестован властями в штате Вашингтон. Хикман и сообщник получили пожизненное заключение за убийство продавца аптеки. Кроме того, Хикман был приговорен к повешению за убийство девочки. Попытка адвокатов добиться признания его невменяемым была безрезультатной. Преступник был повешен 19 октября 1928 года. 

Писательница Айн Рэнд  восхищалась Хикманом и посвятила ему много статей. Дженнифер Бёрнс цитирует в своей книге одну из таких статей Рэнд:
«Хикман представляет собой удивительную картину человека, лишённого чувства ответственности перед обществом. Человек, который действительно стоит особняком от общества как свободой своей души, так и свободой действий. Другие люди не существуют для него, и он не понимает, почему он что-то им должен».
При этом Рэнд считала, что по-настоящему сильный человек может «растоптать общество» — и, значит, Хикман был недостаточно силён.